# Sturnia pagodarum
Sturnia pagodarum là một loài chim thuộc họ Sáo. Loài này thường được thấy theo cặp hoặc theo đàn nhỏ, sống trong môi trường sống mở trên vùng đồng bằng của tiểu lục địa Ấn Độ.

## Mô tả

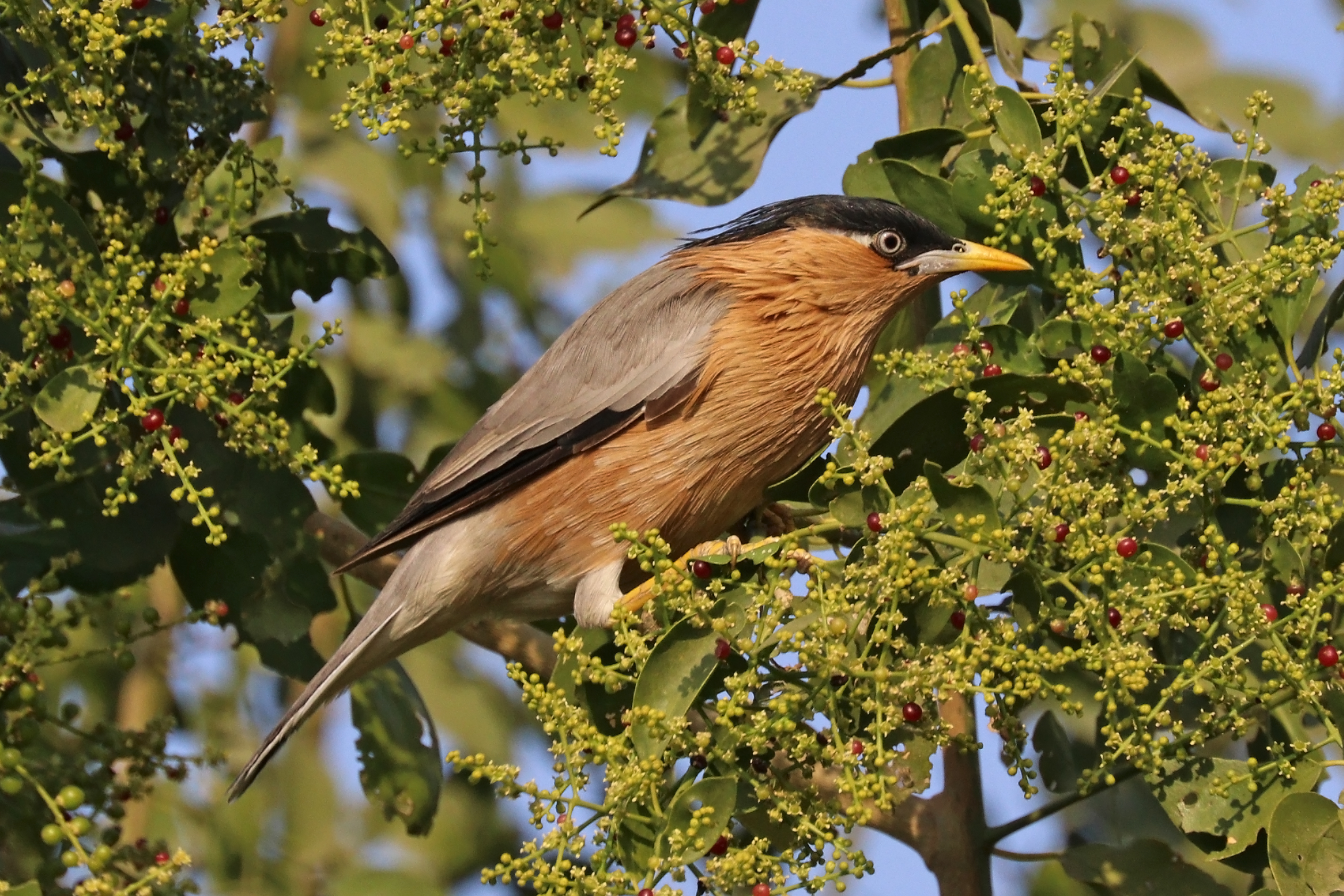
Một con chim non với phần hàm dưới có màu xám, chụp ở Rajasthan

Loài chim này có màu vàng xẫm và màu kem nhạt, phần đầu màu đen và nhạt dần ở phần mào. Mỏ của chúng có màu vàng với phần gốc mỏ có màu xanh nhạt. Mống mắt màu nhạt và có một mảng da hơi xanh quanh mắt. Lông đuôi ngoài có màu trắng và cánh hoàn toàn có màu đen, không có bất kỳ phần màu trắng nào. Con trống trưởng thành có mào nổi bật hơn con mái và cũng có cổ dài hơn. Con non xỉn màu hơn và phần đầu có màu nâu hơn.
Tên loài pagodarum được cho là dựa trên sự xuất hiện của loài trên các tòa nhà và chùa chiền ở miền nam Ấn Độ.

## Phân bố và môi trường sống
Đây là loài cư trú sinh sản ở Nepal và Ấn Độ, là loài trú đông ở Sri Lanka và di trú vào mùa hè đến các vùng phía tây và phía tây bắc Himalayas. Chúng cũng được phát hiện ở đồng bằng Pakistan. Mặc dù chủ yếu được tìm thấy ở vùng đồng bằng có một loài được ghi nhận sống ở độ cao trên 3000m chủ yếu ở Ladakh.
Loài chim sẻ này thường được tìm thấy trong rừng khô, rừng rậm và khu vực canh tác và thường được tìm thấy gần với môi trường sống của con người. Chúng đặc biệt thích các khu vực có đất ngập nước hoặc đầm lầy.

## Phân loài
Chi Sturnia thường có đa ngành trên cơ sở phát sinh chủng loại phân tử và điều này đã dẫn đến những thay đổi về chi của loài. Loài này trước đây được đặt trong chi Sturnus và Temenuchus, nhưng một nghiên cứu năm 2008 đã quả quyết đặt loài vào chi Sturnia.